# Споменик краљу Петру I и краљу Александру I у Паризу
Споменик краљу Петру I и краљу Александру I представља заједничку споменичку композицију која се налази у Паризу.
Посвећен је примарно краљу Александру I Карађорђевићу, који је убијен 1934. године у атентату на територији Француске, али и његовом оцу краљу Петру I. Споменик је откривен 9. октобра 1936. године на другу годишњицу Марсељског атентата.
Аутор споменика је француски скулптор и националиста Максим Реал дел Сарт.

## Историја

### Предисторија
У међуратном периоду, Краљевина Југославија је настојала да од Француске створи најзначајнијег спољнополитичког партнера, негујући култ савезништва из Првог светског рата и заједничких борби на Солунском фронту. Ради тога циља, на Калемегдану је на годишњицу потписивања немачке капитулације 11. новембра 1930. године, откривен Споменик захвалности Француској у присуству краља Александра I Карађорђевића.
Приликом доласка у званичну посету Француској, краљ Александар I је убијен 9. октобра 1934. године у Марсеју, од стране Величка Димитрова Керина, припадника сепаратистичке ВМРО, а у атентату који су организовали припадници усташког покрета. Заједно са њим, тада је убијен и француски министар иностраних послова Луј Барту.

Уочи Дана примирја 10. новембра 1934. године, камене посмртне маске краља Александра I и министра Бартуа су биле изложене код Тријумфалне капије у Паризу. О томе је извештавао београдски лист Време на насловној страни, у тексту под насловом „Милиони Парижана дефилују током целе ноћи испред посмртне маске Блаженопочившег Краља Александра, изложене на катафалку испред Победничке капије”. Исте вечери, одржана је молитва за краљеву душу, а међу присутнима су били француски председник Албер Лебрен, маршал Филип Петен, маршал и почасни војвода Луј Франше д’Епере, кнегиња Олга Карађорђевић, југословенски посланик у Паризу др Мирослав Спалајковић... Посмртне маске је израдио француски скулптор Максим Реал дел Сарт (фр. Maxime Real del Sarte), припадник монархистичке Француске акције.

### Откривање споменика
Споменик је откривен 9. октобра 1936. године, на другу годишњицу Марсељског атентата. Свечаности откривања споменика су присуствовали:
- Албер Лебрен, председник Француске;
- армијски генерал Љубомир Марић, министар војске и морнације Краљевине Југославије;
- др Божидар Пурић, посланик и опуномоћени министар Краљевине Југославије у Паризу;
- Емил Нажијар, некадашњи француски посланик у Београду.[2]

## Композиција
Максим Реал дел Сарт је имао задатак да изради заједнички споменик краљу Петру I и краљу Александру I. Монументална композиција је израђена у бронзи и представља краља Александра I на коњу, док гледа у небо. Иза њега се налазе југословенска тробојка, као и застава Легије части, чији је био носилац. Поред владара на коњу, налази се његов отац краљ Петар I који му предаје сабљу. Са друге стране је маршал Луј Франше д’Епере.
Иако је на макети било предвиђено да се у дну налази још једна скулптура беживотног краља Александра I у мртвачкој тканини, над којим плаче персонификација туге са мачем у рукама, коначно решење се определило за величање краљеве државничке и ратничке славе, уместо трагичне смрти.
На предњој страни постамента се налази натпис: "Краљевина Србије и Југославије, Петру I Ослободиоцу и Александру I Ујединитељу", a испод тога: "Омаж Париза и Француске својим великим пријатељима".
На бочним странама се налазе делови телеграма који је регент Александар упутио француском председнику Ремону Поенкареу, децембра 1915. године: „Србије више нема, али њена војска је сачувана, ми смо спремни да наставимо борбу на француском тлу”, као и наводне последње краљеве речи: „Чувајте Југославију! Чувајте француско-југословенско пријатељство!”

## Локација
Споменик се налази на Тргу Александра I од Југославије (фр. Square Alexandre 1er de Yougoslavie) у 16. округу Париза.